# Помощникова-Воронова Наталія Владиславівна
Наталія Владиславівна Помощникова-Воронова (рос. Наталья Владиславовна Помощникова-Воронова; нар. 9 липня 1965) — радянська та російська легкоатлетка, яка спеціалізувалася на бігу на короткі дистанції.
На внутрішніх змаганнях в СРСР (пізніше — Росії) представляла Москву.

## Спортивні досягнення
Бронзова олімпійська призерка з естафетного бігу 4×100 метрів (1988). Фіналістка олімпійських змагань з естафетного бігу 4×100 метрів (4-е місце у 1996 та 5-е місце у 2000) та 100 метрів (6-і місця у 1988 та 1996).
Чемпіонка світу (1993) та бронзова призерка чемпіонату світу (1987) з естафетного бігу 4×100 метрів. Фіналістка (6-і місця) чемпіонату світу з бігу на 100 та 200 метрів (1993).
Дворазова бронзова призерка чемпіонатів світу в приміщенні з бігу на 200 метрів (1993, 1995).
Переможниця Кубка світу з бігу на 100 метрів (1992). Була 2-ю на Кубках світу з бігу на 200 метрів (1992) та естафетному бігу 4×100 метрів (1989). Також була на Кубках світу двічі 5-ю з естафетного бігу 4×100 метрів (1992, 1998) та одного разу фінішувала 7-ю у бігу на 100 метрів (1989).
Бронзова призерка чемпіонату Європи з естафетного бігу 4×100 метрів (1998). Фіналістка (4-е місце) чемпіонату Європи з бігу на 200 метрів (1998).
Двічі виступала у фіналах чемпіонатів Європи в приміщенні в бігу на 200 метрів — 4-е місце у 1992 та 6-е місце у 1998.
Чемпіонка Європи серед юніорів з бігу на 100 метрів (1983). Срібна призерка чемпіонату Європи серед юніорів з естафетного бігу 4×100 метрів (1983).
Переможниця у фіналах Кубків Європи в бігу на 100 метрів (1997) та естафетному бігу 4×100 метрів (1993, 1995, 1997, 1998). Ще одного разу була другою на Кубку Європи у бігу на 200 метрів (2000) та тричі в естафетному бігу 4×100 метрів (1985, 1989, 2000).
Чемпіонка СРСР з бігу на 100 метрів (1984) та естафетного бігу 4×100 метрів (1984, 1985, 1988, 1989). Чемпіонка Росії з бігу на 100 метрів (1992, 1993, 1994) та 200 метрів (1992).
Срібна призерка чемпіонату СРСР з естафетного бігу 4×100 метрів (1986). Срібна призерка чемпіонату СНД в приміщенні з бігу на 200 метрів (1992). Срібна призерка чемпіонату Росії з бігу на 200 метрів (1993, 1997, 1998). Срібна призерка чемпіонатів Росії в приміщенні з бігу на 60 метрів (1997) та 200 метрів (1993, 1998).
Бронзова призерка чемпіонату СРСР з бігу на 100 метрів (1985). Бронзова призерка чемпіонату Росії з бігу на 100 метрів (2000) та 200 метрів (1995). Бронзова призерка чемпіонату СРСР в приміщенні з бігу на 200 метрів (1986).

## Визнання
- Заслужений майстер спорту Росії